# Peugeot 207 SW Outdoor
O 207 SW Outdoor é um protótipo apresentado no Salão de Genebra que antecipa as linhas da Peugeot 207 SW.